# أديلين بينوا
أديلين بينوا هو دراج بلجيكي، ولد في 12 مايو 1900 في شاتليه ‏ في بلجيكا، وتوفي بنفس المكان في 18 يونيو 1954.

## وصلات خارجية
- أديلين بينوا على موقع أرشيف الدراجات (الإنجليزية)
- أديلين بينوا على موقع إحصائيات الدراجات الإحترافية (الإنجليزية)
- أديلين بينوا على موقع CycleBase (الإنجليزية)